# Зіна Кочер
Зіна Кочер (англ. Zina Kocher; нар. 5 грудня 1982, Ред-Дір, Альберта, Канада) — канадська біатлоністка. Починала кар'єру в лижних гонках, в біатлоні з 1998 року. Починаючи з 2003 року бере участь в етапах кубку світу з цього виду спорту. Найвищим досягненням є третє місце в індивідуальній гонці першого етапу кубку світу сезону 2006—2007. В 2002, 2004 та 2006 роках визнавалася найкращою біатлоністкою Канади.

## Виступи на Олімпійських іграх
| Рік  | Місце проведення | ІН | СП | ПЕ | МС | ЕС |
| ---- | ---------------- | -- | -- | -- | -- | -- |
| 2006 | Турин            | 27 | 62 | —  | —  | 17 |
| 2010 | Ванкувер         | 72 | 65 | —  | —  | 15 |

## Виступи на Чемпіонатах світу
| Рік  | Місце проведення           | ІН | СП | ПЕ | МС | ЕС |
| ---- | -------------------------- | -- | -- | -- | -- | -- |
| 2003 | Ханти-Мансійськ            | 54 | 66 | —  | —  | —  |
| 2004 | Обергоф                    | 45 | 55 | 40 | —  | —  |
| 2005 | Гохфільцен/Ханти-Мансійськ | 32 | 52 | 47 | —  | 14 |
| 2006 | Поклюка                    | —  | —  | —  | —  | 21 |
| 2007 | Антерсельва                | 29 | 33 | 18 | —  | 14 |
| 2008 | Естерсунд                  | 69 | 38 | 51 | —  | 19 |
| 2009 | Пхьончхан                  | 35 | 30 | 24 | —  | 9  |
| 2011 | Ханти-Мансійськ            | 43 | 61 | —  | —  | —  |
| 2012 | Рупольдінг                 | 26 | 18 | 26 | 23 | 13 |
| 2013 | Нове Место-на-Мораві       | 52 | 74 | —  | —  | 12 |

## Загальний залік Кубку світу
- 2003–2004 — 47-е місце
- 2004–2005 — 51-е місце
- 2005–2006 — 36-е місце
- 2006–2007 — 26-е місце
- 2008–2009 — 41-е місце
- 2009–2010 — 31-е місце
- 2010–2011 — 77-е місце
- 2011–2012 — 19-е місце
- 2012–2013 — 48-е місце